# Гобабис
Гобабис (англ. Gobabis, африк. Gobabis) — город в Намибии.

## География и экономика
Город Гобабис расположен в восточной части центральной Намибии, в 200 километрах восточнее столицы страны Виндхука. Является главным городом области Омахеке, а также центром одноимённого округа и избирательного района. Численность населения составляет 19 870 человек (на 2010 год).
Город находится в засушливом регионе, расположенном на границе пустыни Калахари. В окрестностях Гобабиса лежат около 800 крупных сельскохозяйственных ферм, занимающихся разведением крупного рогатого скота. Природный ландшафт здесь — травянистая саванна. После строительства шоссе Транс-Калахари, проходящего через Гобабис, он становится важным транспортным звеном на этой стратегической трансафриканской трассе, связывающей побережья Атлантического и Индийского океанов.

## Климат
| Показатель                    | Янв. | Фев. | Март | Апр. | Май  | Июнь | Июль | Авг. | Сен. | Окт. | Нояб. | Дек. | Год   |
| ----------------------------- | ---- | ---- | ---- | ---- | ---- | ---- | ---- | ---- | ---- | ---- | ----- | ---- | ----- |
| Средний суточный максимум, °C | 31,9 | 30,3 | 28,8 | 27,2 | 24,4 | 22,0 | 22,1 | 24,9 | 28,7 | 30,9 | 31,6  | 32,6 | 28,0  |
| Средняя температура, °C       | 24,5 | 23,4 | 21,9 | 19,3 | 15,3 | 12,3 | 12,2 | 14,9 | 18,7 | 21,9 | 23,3  | 24,6 | 19,4  |
| Средний суточный минимум, °C  | 17,0 | 16,6 | 15,0 | 11,3 | 6,2  | 2,7  | 2,2  | 4,9  | 8,7  | 13,0 | 15,0  | 16,6 | 10,8  |
| Норма осадков, мм             | 75,6 | 86,8 | 57,7 | 38,7 | 7,1  | 2,9  | 0,3  | 0,9  | 7,3  | 16,0 | 38,6  | 39,8 | 373,5 |
| Источник: ,                   |      |      |      |      |      |      |      |      |      |      |       |      |       |

## История
Гобабис был основан 6 августа 1845 года как миссионерская станция на территории, заселённой этнической группой, имевшей смешанное, бурско-готтентотское происхождение. Название города на языке нама (Goabes) обозначает Слоновьи хижины. C мая 1895 года Гобабис переходит в подчинение германской колониальной администрации. В 1897 году в окрестностях города среди крупного рогатого скота свирепствовала эпидемия чумы, разорившая многих местных фермеров.